# Adolf Brudes
Adolf Brudes (Kotulin, 15 oktober 1899 – Bremen, 5 november 1986) was een Formule 1-coureur uit Duitsland. Hij reed 1 Grand Prix, de Grand Prix van Duitsland van 1952 voor het team Veritas.
Brudes reed voor hij zich in autowagencompetities begaf op motoren.
Brudes was in zijn racecarrière vooral actief in de sportwagens. Hij eindigde op de derde plaats bij de Mille Miglia van 1940 in de BMW 328. Na de Tweede Wereldoorlog reed Brudes in auto's van Veritas en Borgward.
In zijn carrière reed hij verder nog de 24 uur van Le Mans.